# Alec

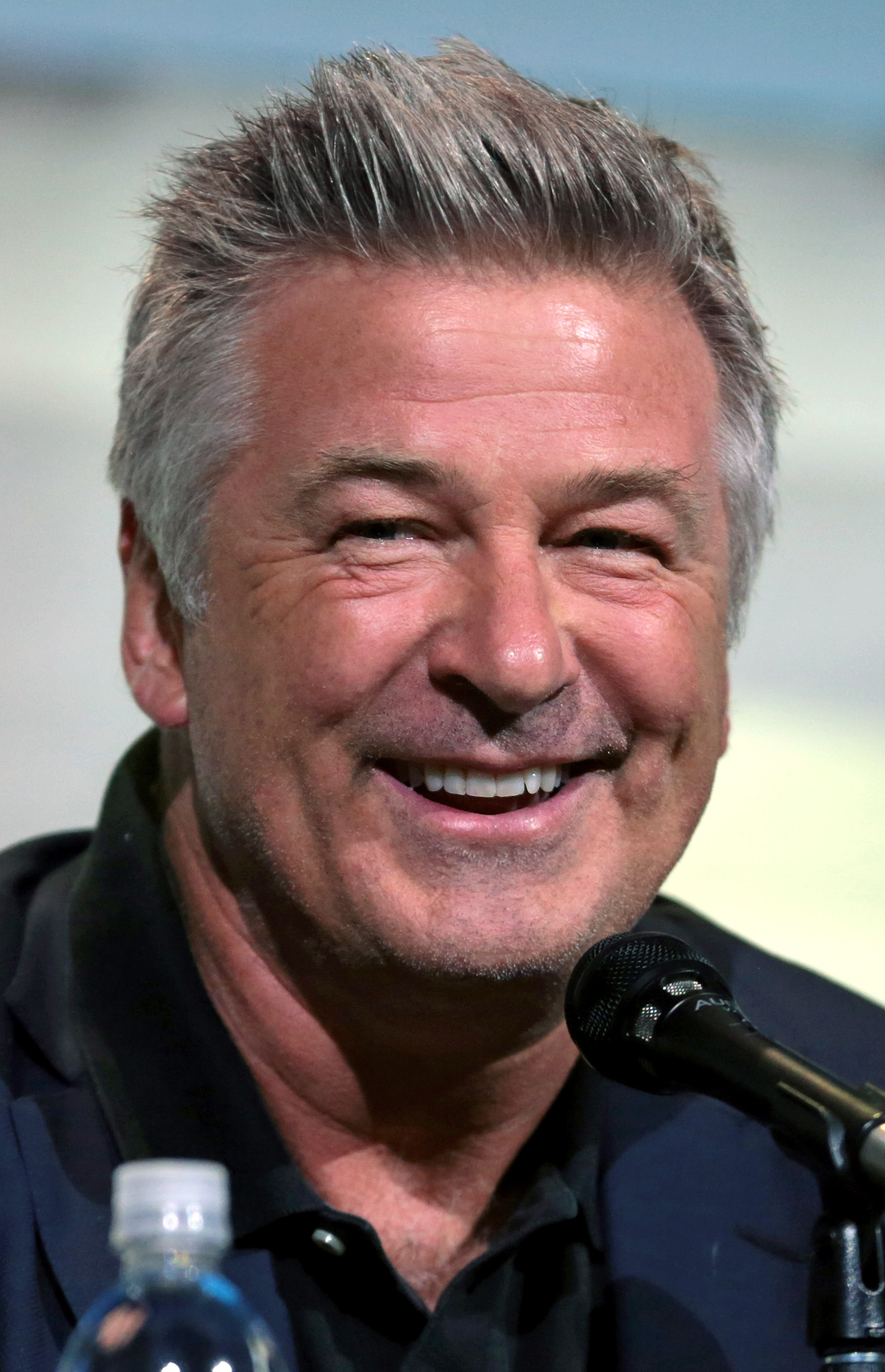
Alec Baldwin, 2016.

Alec är ett manligt förnamn och en kortform av Alexander.
I den finlandssvenska namnsdagslängden har Alec namnsdag 11 september sedan 2010.. Namnet saknas i den svenska namnsdagsalmanackan. 

## Personer
- Alec Aalto, finländsk diplomat
- Alec Baldwin, amerikansk skådespelare
- Alec Douglas-Home, brittisk politiker
- Alec Guinness, brittisk skådespelare
- Alec Issigonis, grekisk-brittisk bilkonstruktör
- Alec Jeffreys, brittisk genetiker.
- Alec John Such, amerikansk musiker
- Alec McCowen, brittisk skådespelare
- Alec Năstac, rumänsk boxare
- Alec M. Pridgeon, brittisk botaniker
- Alec Ross, skotsk golfspelare

## Fiktiva karaktärer
- Alec Trevelyan, karaktär i James Bond
- Alec Volturi, karaktär i Twilight